# Placówka Straży Celnej „Mirucie”

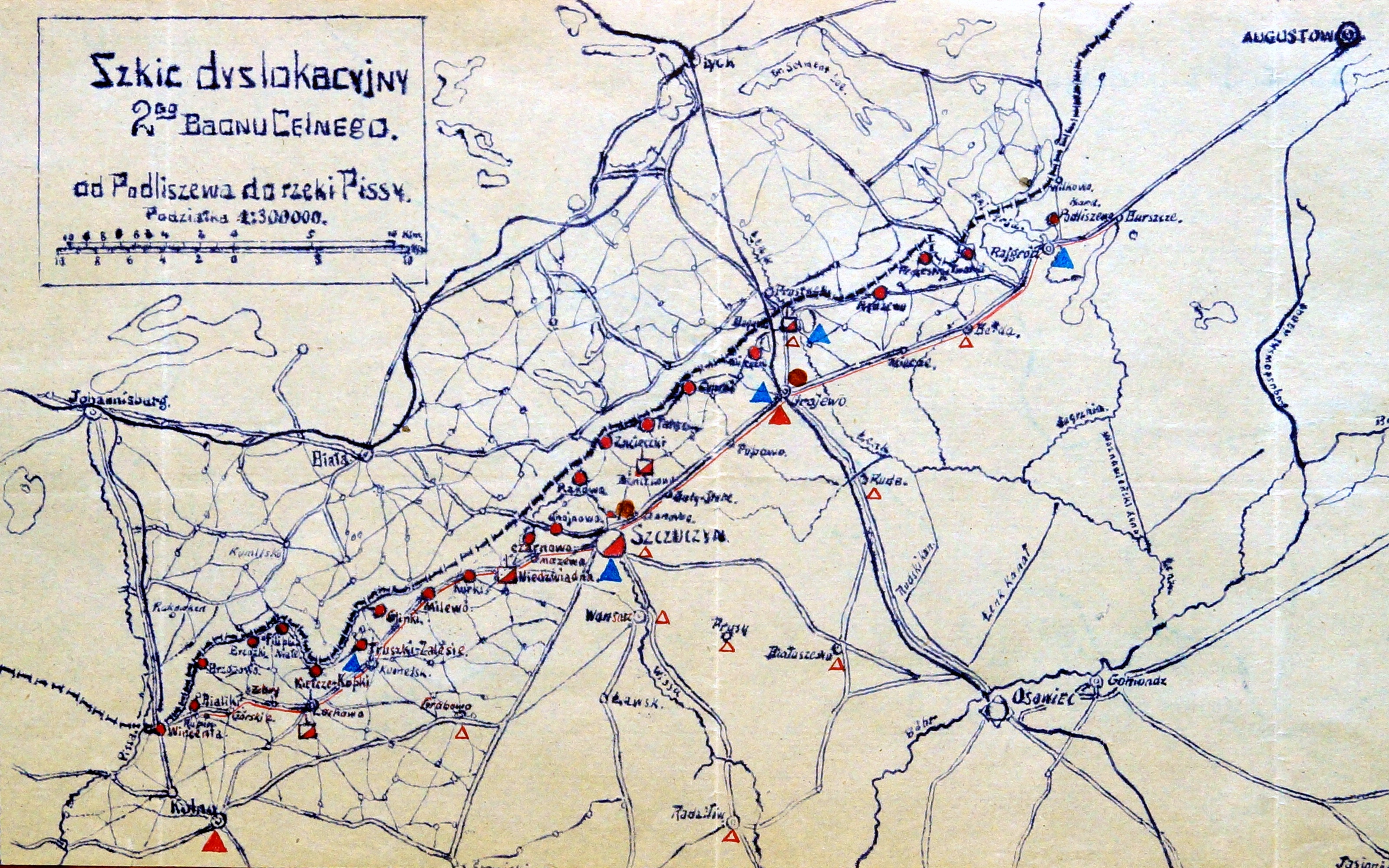
Szkic 2 batalionu celnego w 1921

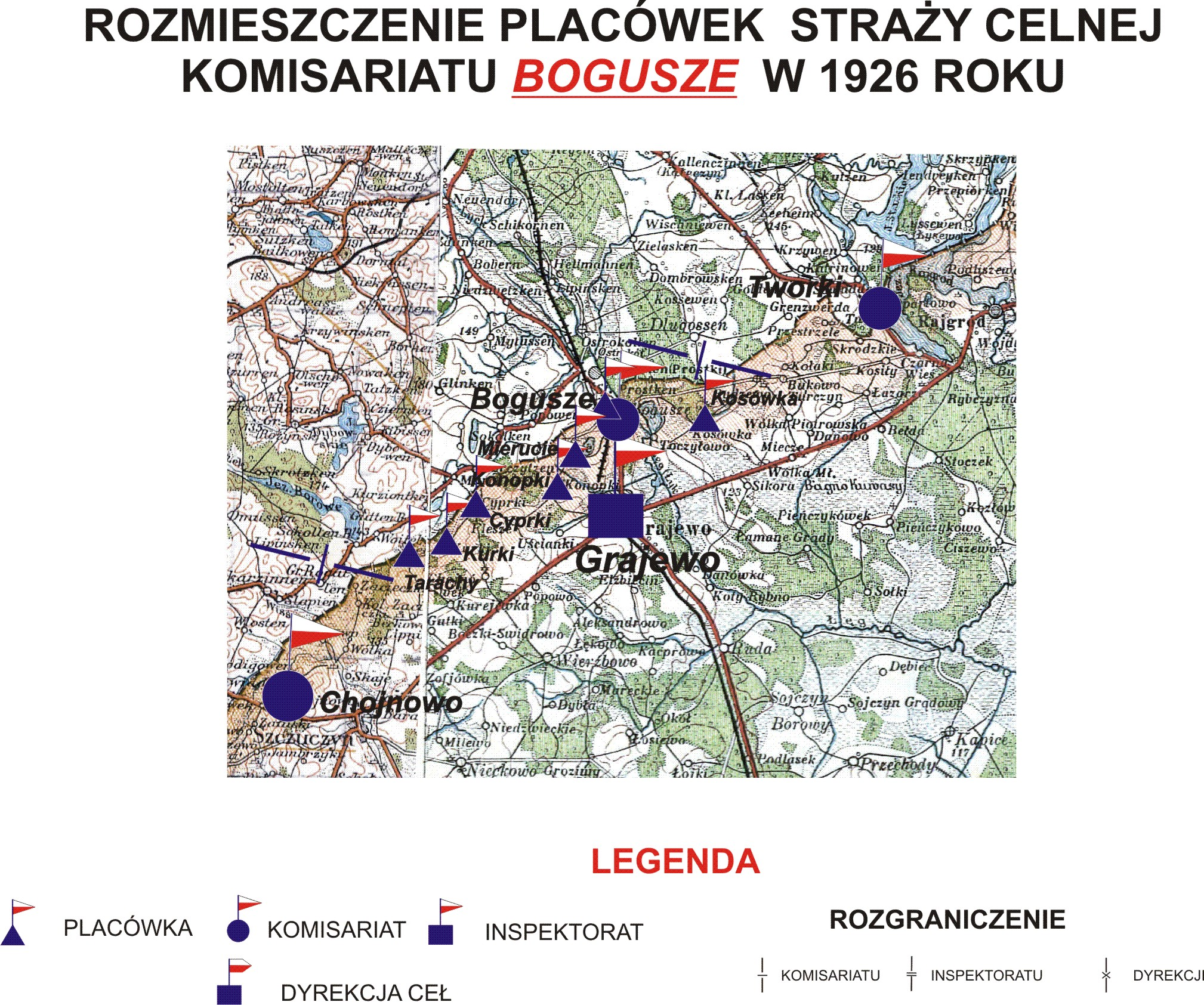
Rozmieszczenie placówek SC komisariatu "Bogusze" w 1926 roku

Placówka Straży Celnej „Mirucie” – jednostka organizacyjna Straży Celnej pełniąca w okresie międzywojennym służbę ochronną na granicy polsko-niemieckiej.

## Formowanie i zmiany organizacyjne
Na wniosek Ministerstwa Skarbu, uchwałą z 10 marca 1920 roku, powołano do życia Straż Celną. Od połowy 1921 roku jednostki Straży Celnej rozpoczęły przejmowanie odcinków granicy od pododdziałów Batalionów Celnych. W 1921 roku w Bęćkowie stacjonował sztab 2 kompanii 2 batalionu celnego. Kompania wystawiała między innymi placówkę w Miruciach. Proces tworzenia Straży Celnej trwał do końca 1922 roku. Placówka Straży Celnej „Mirucie” weszła w podporządkowanie komisariatu Straży Celnej „Bogusze” z Inspektoratu SC „Grajewo”.
W drugiej połowie 1927 roku przystąpiono do gruntownej reorganizacji Straży Celnej. W praktyce skutkowało to rozwiązaniem tej formacji granicznej. Ochronę północnej, zachodniej i południowej granicy państwa przejęła powołana z dniem 2 kwietnia 1928 roku Straż Graniczna. W strukturach nowo powstałej formacji nie odtworzono placówki „Mirucie”.

## Służba graniczna
Sąsiednie placówki
- placówka Straży Celnej „Bogusze” ⇔ placówka Straży Celnej „Konopki” – 1926[9]

## Funkcjonariusze placówki
Kierownicy placówki
| stopień          | imię i nazwisko, numer | okres pełnienia służby | kolejne stanowisko |
| ---------------- | ---------------------- | ---------------------- | ------------------ |
| starszy strażnik | Wacław Niemyski (949)  | był w 1926             |                    |

Obsada personalna placówki w 1926:
- starszy strażnik Wacław Niemyski (949)
- starszy strażnik Antoni Wolski (134)
- strażnik Franciszek Szadkowski (43)
- strażnik Piotr Saniewski (923)
- strażnik Czesław Podbielski (91)